# Липа (Луковиця)
Липа (словен. Lipa) — поселення в общині Луковиця, Осреднєсловенський регіон, Словенія. 
Висота над рівнем моря: 667,7 м.